# Айме
Айме (нім. Eime) — громада в Німеччині, розташована в землі Нижня Саксонія. Входить до складу району Гільдесгайм. Складова частина об'єднання громад Ляйнебергланд.
Площа — 21,93 км2. Населення становить 2559 ос. (станом на 31 грудня 2021).

## Галерея

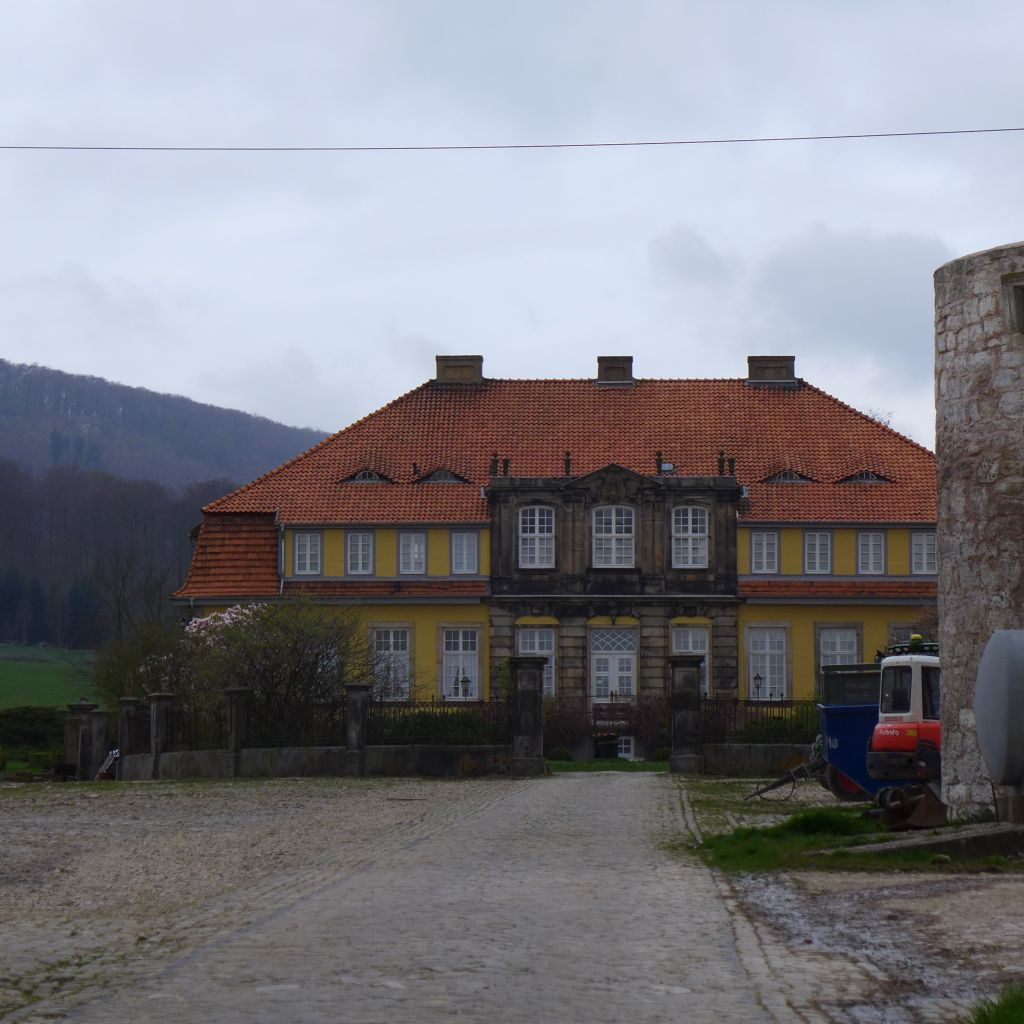